# Гільєрмо Баррос Скелотто
Гільєрмо Баррос Скелотто (ісп. Guillermo Barros Schelotto, нар. 4 травня 1973, Ла-Плата) — аргентинський футболіст, що грав на позиції атакуючого та крайнього півзахисника, а також відтягнутого назад нападника. Володар великої кількості трофеїв, у тому числі чотири рази був володарем Кубку Лібертадорес, двічі Міжконтинентального кубка, двічі переможцем Рекопи Південної Америки, 6 разів ставав чемпіоном Аргентини. Є одним із кращих гравців клубів «Хімнасія і Есгріма» та «Бока Хуніорс», у складі якого є одним із найкращих бомбардирів у міжнародних матчах — 25 м'ячів, що лише на 1 гол менше, ніж у його колишнього партнера по команді Мартіна Палермо. По завершенні ігрової кар'єри — тренер, став дворазовим переможцем чемпіонату Аргентини як тренер. З 2021 року очолює тренерський штаб збірної Парагваю. Має брата-близнюка Густаво, із яким він грав разом у клубах «Хімнасія» та «Бока Хуніорс».

## Клубна кар'єра
Народився 4 травня 1973 року в місті Ла-Плата. Вихованець футбольної школи клубу «Хімнасія і Есгріма». Дорослу футбольну кар'єру розпочав 1991 року в основній команді того ж клубу, в якій провів шість сезонів, взявши участь у 181 матчі чемпіонату, та відзначившись 45 забитими м'ячами. У 1993 році він став у складі команди переможцем організованого Аргентинською футбольною асоціацією Кубку Століття АФА.
У 1997 році Гільєрмо Скелотто перейшов до одного з найкращих аргентинських клубів «Бока Хуніорс», у складі якого він грав протягом 10 років, за які відіграв 302 матчі за клуб та забив 87 м'ячів у всіх турнірах, а також стане улюбленцем уболівальників клубу. У цьому ж році до команди перейшли його брат Густаво та Мартін Палермо, який стане партнером Гільєрмо в атаці. Усі три футболісти перейшли до «Боки» за рекомендацією Дієго Марадони, легенди клубу, який догравав свій останній сезон як футболіст. 14 вересня 1997 року Гільєрмо дебютував у основному складі команди у переможному (2-1) матчі проти команди «Ньюеллс Олд Бойз». Футболіст досить швидко закріпився в основному складі клубу, та незабаром став одним із лідерів команди.
Наступні 10 років у складі столичного аргентинського клубу виявились багатими для Гільєрмо Скелотто як на турнірні успіхи, так і на яскраву гру. Спочатку «Бока» виграла дві аргентинські першості — Апертуру-1998 і Клаусуру-1999. Наступного року команда, хоч і невдало зіграла в Клаусурі, зайнявши лише 7 місце, зуміла виграти Кубок Лібертадорес, Міжконтинентальний кубок, а також і Апертуру, зробивши своєрідний хет-трик футбольних трофеїв. У 2001 році «Бока» вдруге підряд виграла Кубок Лібертадорес. Гільєрмо грав як на позиції вінгера, так і плеймейкера та відтягнутого форварда, складаючи в цьому випадку хороший атакувальний дует з Мартіном Палермо. Скелотто багато забивав, а ще більше роздавав гольових передач. У 2003 році команда повторила «хет-трик» трофеїв трирічної давності. Наступні три роки (2004—2006) команда виграла два Південноамериканських кубки, дві Рекопи Південної Америки, по одній Апертурі та Клаусурі.
До середини 2000-х років Гільєрмо Скелотто поступов втрачав свої ігрові кондиції з віком. Тому, коли в 2007 році його контракт із столичним аргентинським клубом закінчувався, він вирішив його не поновлювати, а перейти до команди, в якій він буде мати більше ігрової практики. 19 квітня 2007 року оголошено про підписання футболістом контракту із американським клубом «Коламбус Крю», який грав у лізі MLS. Коли Гільєрмо покидав «Боку», в Кубку Лібертадорес підходив до завершення груповий етап, так що перемога в червні цього року над «Греміо» у фіналі відбулась уже без його участі, проте він, як заявлений на турнір гравець, також вважається володарем Кубка Лібертадорес-2007, який став таким чином його останнім трофеєм у складі «Боки».
5 травня 2007 року Гільєрмо дебютував за «Коламбус Крю» в MLS, вийшовши на заміну в гостьовому матчі проти клубу «Канзас-Сіті Візердз», який його команда програла з рахунком 0-1. Досвідчений гравець швидко став лідером своєї нової команди та улюбленцем її уболівальників. Команда «Крю» провела сезон-2007 не дуже вдало, оскільки не потрапила до плей-офф (6-те місце з 7 команд Східної Конференції та 9-те з 13 в цілому по лізі).
Сезон 2008 року виявився значно вдалішим: команда впевнено виграла як регулярний чемпіонат MLS, так і плей-офф. 23 листопада 2008 року в фіналі плей-офф «Коламбус» обіграв «Нью-Йорк Ред Буллз» з рахунком 3-1, і всі три м'ячі переможців були забиті з передач Скелотто, лідера й плеймейкера «Крю». Гільєрмо, який провів, незважаючи на вік, один із кращих сезонів у своїй кар'єрі, визнаний найкращим гравцем як фіналу, так і всього сезону в MLS.
14 січня 2011 року Гільєрмо Скелотто представлений як гравцець клубу «Хімнасія і Есгріма», у складі якого вже виступав раніше. Захищав кольори клубу до припинення виступів на професійному рівні у кінці цього ж року.

## Виступи за збірну
У 1995 році Гільєрмо Скелотто у складі молодіжної (U-23) збірної Аргентини став переможцем футбольного турніру Панамериканських ігор, команда пройшла турнірний шлях без поразок, а у фіналі перемогла мексиканців у серії післяматчевих пенальті.
1998 року він дебютував в офіційних матчах у складі національної збірної Аргентини. Протягом кар'єри у національній команді він провів у формі головної команди країни 10 матчів. Проте його кар'єра в складі головної збірної країни виявилась невдалою. У складі збірної Скелотто лише був учасником розіграшу Кубка Америки 1999 року у Парагваї, проте на цьому турнірі аргентинці вибули вже в чвертьфіналі турніру після поразки від бразильської збірної, а сам футболіст у груповому турнірі виходив у всіх трьох матчах на заміну, а в чвертьфінальному матчі участі не брав.

## Кар'єра тренера
У липні 2012 року Гільєрмо Скелотто очолив тренерський штаб клубу «Ланус», підписавши контракт на 1 рік, змінивши на цьому посту Габріеля Шуррера. Покинув команду Скелотто після завершення сезону 2015 року.
11 січня 2016 року Гільєрмо Скелотто увійшов до тренерського штабу італійського клубу «Палермо», втім, попрацював у ньому нетривалий час, і вже 1 березня 2016 року став головним тренером команди «Бока Хуніорс»., тренував команду з Буенос-Айреса три роки, протягом яких двічі вигравав із клубом чемпіонат Аргентини.
2 січня 2019 року Гільєрмо Скелотто очолив тренерський штаб команди «Лос-Анджелес Гелаксі».
2021 року став головним тренером збірної Парагваю.

## Особисте життя
Гільєрмо Скелотто одружений, та має трьох синів.

## Титули і досягнення

### Як гравця
- Чемпіон Аргентини (6):

«Бока Хуніорс»: Апертура 1998, Клаусура 1999, Апертура 2000, Апертура 2003, Апертура 2005, Апертура 2006
- Володар Кубка Лібертадорес (4):

«Бока Хуніорс»: 2000, 2001, 2003, 2007
- Володар Міжконтинентального кубка (2):

«Бока Хуніорс»: 2000, 2003
- Володар Південноамериканського кубка (2):

«Бока Хуніорс»: 2004, 2005
- Переможець Рекопи Південної Америки (2):

«Бока Хуніорс»: 2005, 2006
- Переможець Кубку Століття АФА (1):

«Хімнасія і Есгріма»: 1993
- Переможець Supporters' Shield (2):

«Коламбус Крю»: 2008, 2009
- Переможець Кубка МЛС (1):

«Коламбус Крю»: 2008
- Переможець Панамериканських ігор (1):

Збірна Аргентини (U-23): 1995

### Як тренера
- Чемпіон Аргентини (2):

«Бока Хуніорс»: 2016–2017, 2017–2018

### Особисті
Найцінніший гравець МСЛ: 2008
Найцінніший гравець фіналу плей-офф МСЛ: 2008